# Perusia aurata
Perusia aurata là một loài bướm đêm trong họ Geometridae.